# Theora
A Theora egy szabad, veszteséges képtömörítési eljárás (kodek), amit a Xiph.org Alapítvány fejleszt az Ogg projektjük keretében. Az On2 cég VP3 eljárásán alapulva a célja az MPEG-4 szabvánnyal (XviD és DivX), RealVideóval, Windows Media Videóval és hasonló eljárásokkal való verseny.
A Theora még fejlesztés alatt áll, viszont 2004. június 1-jén a Theora I formátumot rögzítették, és innentől minden ilyen formátumú kódolást minden jövőbeni Theora formátum támogatni fog, azaz a most kódolt mozgóképek átkódolás nélkül lejátszhatóak lesznek a jövőben is. 
A kódot BSD stílusú licenc alatt terjesztik.
Amellett, hogy VP3 védett technológiát használ az On2 – a technológia tulajdonosa – egy visszavonhatatlan, jogdíj-mentes licencet biztosít az emberiségnek, lehetővé téve, hogy a Theorát és az egyéb VP3 alapú eljárásokat bárki szabadon felhasználhassa.
Az Ogg multimédia keretrendszerben a Theora a video szintet, míg a Vorbis az audio szintet kezeli.